# Кузьмина, Ольга Николаевна
О́льга Никола́евна Кузьмина́ (род. 16 июня 1987, Москва) — российская актриса театра, кино, телевидения, озвучивания и дубляжа.

## Биография
Родилась 16 июня 1987 года в Москве.
С детства занималась хореографией и акробатикой. В одиннадцать лет стала студенткой школы-студии при ансамбле народного танца имени И. Моисеева, а через год присоединилась к труппе ансамбля «Школьные годы».
Училась на заочном отделении факультета культурологии в Государственной Академии славянской культуры, позже перевелась в Российскую академию театрального искусства (ГИТИС), мастерскую Сергея Проханова, которую окончила в 2008 году. Служит в Театре Луны.
Её кинодебют состоялся в подростковом возрасте в трёх сюжетах трёх выпусков киножурнала «Ералаш».
В 2009 году сыграла в мелодраме «Спальный район». Известность актрисе принесла роль официантки Насти Фоминой из телесериала «Кухня». Потом начала сниматься в рекламах «Билайн»
В 2019 году исполнила роль Валерии в мюзикле «Москва! Я люблю тебя!» режиссёра Алексея Франдетти на юбилее проекта «Активный гражданин».
В 2020 году заняла первое место в седьмом сезоне шоу «Ледниковый период», где выступала в паре с фигуристом Александром Энбертом.
В 2022 году озвучила Чебурашку в одноимённом фильме.

## Личная жизнь
Бывший муж — Алексей, старший психолог в ОМОНе.
Сын — Гордей Терещенко (родился в 2013 году).
В 2023 году Кузьмина объявила о второй беременности, отцом ребёнка является ведущий мероприятий и экскурсовод Евгений Апанасевич. 9 октября 2023 года у Кузьминой родилась дочь Мира-Мария.

## Творчество

### Театр Луны
- «Прокурорская притча», по роману Александра Звягинцева «Ярмарка безумия», постановка С. Проханова — Вера
- «Дориан Грей», версия романа «Портрет Дориана Грея» и письма-исповеди «De profundis» («Тюремная исповедь») Оскара Уайльда, постановка Г. Галавинской — Сибилла / Шейла
- «Старый новый Фауст», постановка С. Проханова и В. Койфмана — Маргарита

### Фильмография
- 2006 — Счастливы вместе — Майя (257 серия)
- 2007 — Театр Луны, или Космическая дурочка 13:28 — Айрин
- 2008 — Солдаты (первая серия, пятнадцатый сезон) — Наташа
- 2008 — Осторожно, дети — учительница
- 2009 — Выхожу тебя искать — Танюша, секретарша Ольги
- 2009 — Закон обратного волшебства — Наташа, фармацевт
- 2009 — Первая попытка — Люба
- 2009 — Универ — Катя, девушка Саши (115 серия)
- 2009 — 2010 — Спальный район — Юля Олейникова
- 2010 — Гаражи — Ирина, дочь Хохлова (серия «Враг народа»)
- 2010 — Столица греха — Стефани, дочь нефтяного магната
- 2011 — В ожидании любви — Вера, подруга Насти, милиционер
- 2011 — Группа счастья — Галя, шантажистка
- 2011 — Жизнь и приключения Мишки Япончика — Розочка, певичка варьете
- 2011 — Ключи от счастья 2 — медсестра на теплоходе
- 2011 — Лучшее лето нашей жизни — Катя
- 2011 — Мужчина во мне — Настя
- 2011 — Сибирь. Монамур — Вера
- 2011 — Фарфоровая свадьба — Настя, роженица
- 2011 — Фурцева. Легенда о Екатерине — Анюта Кузьмичёва, лётчица-курсантка
- 2011 — Молодожёны — Света
- 2012 — Выхожу тебя искать 2 — Танечка, секретарша Ольги
- 2012 — Настоящая любовь — Анечка, секретарь Андрея Лабутина
- 2012 — 2016 — Кухня — Анастасия Степановна Анисимова (Фомина), официантка, жена Кости
- 2012 — Карпов — Мария, девушка Карпова в молодости
- 2013 — Гагарин. Первый в космосе — Марина Попович, жена Павла
- 2014 — Кухня в Париже — Анастасия Степановна Анисимова (Фомина), официантка, жена Кости
- 2014 — Фронт — Оленька
- 2015 — Призрак — Оля, секретарша Гордеева
- 2015 — Как я стал русским — Настя, официантка ресторана «Victor»
- 2016 — Отель «Элеон» — Настя, арт-директор ресторана «Victor», жена Кости
- 2016 — Чужой монастырь (короткометражка)
- 2016 — Одноклассницы — Катя
- 2017 — Одноклассницы: Новый поворот — Катя
- 2017 — Кухня. Последняя битва — Настя, арт-директор ресторана «Victor»
- 2017 — Две жены — Ира
- 2017 — Кумир — Катя
- 2018 — Гранд — Настя, арт-директор ресторана «Victor»
- 2018 — Новогодний экспресс — Маша
- 2019 — Кухня. Война за отель — Анастасия Степановна Анисимова (Фомина)
- 2020 — Сториз — разные роли
- 2020 — За первого встречного — Ирина Литвинова
- 2023 — Чебурашка — Чебурашка (озвучивание)
- 2023 — 2025 — Ивановы-Ивановы (шестой—восьмой сезоны) — Анна Сергеевна, управляющая птицефабрикой Бориса Иванова
- 2023 — Вася не в себе — Даша

### Киножурнал «Ералаш»
- 2000 — Выпуск № 142 (сюжет «Волшебная шляпа»)[11] — Оля (в титрах — Оля Кузмина)
- 2001 — Выпуск № 146 (сюжет «Сюрприз»)[12] — девочка
- 2003 — Выпуск № 157 (сюжет «Никто, кроме меня»)[13] — Оля, подруга Саши
- 2006 — Выпуск № 193 (сюжет «Прикольная шутка»)[14] — Люська
- 2011 — Выпуск № 258 (сюжет «В лесу родилась ёлочка…»)[15] — Снегурочка
- 2014 — Выпуск № 284 (сюжет «Ой, боюсь!»)[16] — учительница

### Озвучивание персонажей российских фильмов
- 2024 — Чебурашка. Выходной — Чебурашка
- 2025 — Чебурашка 2 — Чебурашка

### Озвучивание мультфильмов и мультсериалов
- 2016 — 2025 — Сказочный патруль — Варя
- 2019 — 2023 — Сказочный патруль. Хроники чудес — Варя
- 2019 — наст. время — Шиммер и Шайн (четвёртый сезон) — Лея
- 2020 — 2022 — Зебра в клеточку — Клеточка
- 2021 — Кощей. Начало — Варя
- 2024 — Сказочный патруль. Шоу продолжается — Варя

### Дублирование кинофильмов, телесериалов и мультсериалов
- 1992 — Сейлор Мун — Усаги Цукино / Сейлор Мун (дубляж телеканала «СТС Love», 2018 год)
- 2005 — Горбатая гора — Альма
- 2010 — Генсбур. Любовь хулигана — Франс Галль
- 2011 — Крик 4 — Марни Купер
- 2011 — Миа и я — Миа
- 2011 — Гуппи и пузырики — Молли (четвёртый сезон)
- 2013 — Королёк — птичка певчая — Мишель, подруга Фериде
- 2013 — наст. время — Щенячий патруль — Эверест (со второго сезона) / Эйс / Свити
- 2014 — 2015 — Отчаянные герои: Сумасбродная гонка — Китти (шестая—25 серии)
- 2014 — Сапожник — Кармен Эррара
- 2016 — Полярная звезда — Даниэль
- 2016 — Ла-Ла Ленд — Алексис
- 2016 — 2022 — Суперкрошки — Цветик
- 2017 — Жена смотрителя зоопарка — Урсула

### Телевидение
- «Весёлое Диноутро» (2013, «СТС»).
- «По секрету всему свету» (2018—2021, «Россия-1») — ведущая
- «Ледниковый период» (2020, Первый канал).
- Реклама мобильного оператора «Билайн».
- Выпуск передачи «Мой герой» (ТВ Центр).[17].
- «В кругу друзей» (2024, «Россия-1») — ведущая